# Пехтин, Владимир Алексеевич
Влади́мир Алексе́евич Пе́хтин (род. 9 декабря 1950, Ленинград, СССР) — бывший депутат Государственной думы III, IV, V и VI созывов, являлся председателем комиссии Госдумы по вопросам депутатской этики, был заместителем Председателя Государственной думы, первым заместителем председателя фракции «Единой России». Бывший член совета директоров ОАО РАО «ЕЭС России», бывший генеральный директор ОАО «Колымаэнерго» (дочернего общества ОАО «РусГидро»).

## Биография
Владимир Пехтин родился 9 декабря 1950 года в Ленинграде.
В 1974 году окончил Ленинградский политехнический институт по специальности «строительство гидротехнических сооружений», после его окончания работал на строительстве каскада гидроэлектростанции на Колыме в Магаданской области.
В 1972 году работал на бетонном заводе «КолымаГЭСстрой». С 1979 по 1982 год — главный инженер, заместитель начальника СМУ-2 Колымагэсстроя. С 1982 по 1989 год — начальник Управления строительства основных сооружений Колымской ГЭС, затем — заместитель директора. В 1989 году — директор Управления строительства Колымской ГЭС. С 1992 по 1997 год — генеральный директор АО «Колымаэнерго».
В 1993 году Пехтин баллотировался в Государственную думу, но проиграл выборы. В 1994 году — депутат Магаданской областной думы первого созыва. С 1997 года — председатель Магаданской областной думы, член Совета Федерации, заместитель председателя комиссии по энергетике Совета Федерации.
С 1997 по 1998 — член Совета директоров РАО «ЕЭС России».
В 1997 году получил учёную степень кандидата технических наук в Санкт-Петербургском государственном политехническом университете, тема диссертации — «Совершенствование конструкций каменно-земляных плотин на основе опыта производства работ (для районов Крайнего Севера)». В 1999 году получил учёную степень доктора технических наук, тема диссертации — «Научное обобщение технико-экономических решений по строительству каменно-земляных плотин в условиях Крайнего Севера».
В 1999 году избран депутатом Государственной думы III созыва, член фракции «Единство». До апреля 2001 года был председателем комитета по собственности. В 2001 году был фигурантом уголовного дела о злоупотреблениях при эмиссии акций «Колымаэнерго», однако впоследствии дело было закрыто. С апреля 2001 по декабрь 2003 года — руководитель фракции «Единство» в Государственной думе. С декабря 2003 года — депутат Государственной Думы IV созыва, заместитель председателя Государственной думы, первый заместитель руководителя фракции «Единая Россия». 29 марта 2003 года избран членом бюро высшего совета партии «Единая Россия», членом президиума генерального совета, заместителем секретаря генерального совета партии. В 2007 году избран депутатом Государственной Думы пятого созыва, возглавлял список «Единой России» от Архангельской области. Член комитета по бюджету и налогам. В ноябре 2008 года на десятом съезде «Единой России» был обновлён состав высшего и генерального советов партии. Пехтин покинул генеральный совет, однако остался членом бюро высшего совета.
В 2012 году стал председателем комиссии по регламенту и депутатской этике Государственной думы. В Думу Пехтин прошёл по спискам от Архангельской области и Ненецкого автономного округа, возглавлял список «Единой России» от Архангельской области. 20 февраля 2013 года, вследствие коррупционного скандала с «Золотыми кренделями Единой России» и обнаружением незадекларированной недвижимости в штате Флорида (США), Пехтин сложил с себя полномочия депутата Государственной думы.
С апреля 2013 года по 31 октября 2014 года — член правления «РусГидро».
С марта 2014 года по 22 декабря 2015 года — генеральный директор ОАО «Институт Гидропроект». В декабре 2015 на заседании Совета директоров были досрочно прекращены полномочия Генерального директора АО «Институт Гидропроект» Пехтина В. А.
С апреля 2016 года — исключён из членов Комитета по надежности, энергоэффективности и инновациям при Совете директоров ПАО «РусГидро», согласно Протоколу от 30 марта 2016 г. № 233 заседания совета директоров ПАО «РусГидро». Вследствие чего потерял последнюю должность в ПАО «РусГидро» и остался только генеральным директором ОАО «Ленгидропроект».
С 21.02.2018 года прекращены полномочия генерального директора АО «Ленгидропроект».

## Семья
Отец — Алексей Иванович (род. 1922), слесарь-инструментальщик завода «Позитрон», в 1966 году получил звание Героя Социалистического Труда за участие в первом запуске космического спутника и обеспечении полета Юрия Гагарина в космос.
Жена — Наталья Викторовна, по данным на 2001 год, работала в московском представительстве «Колымаэнерго». У Пехтиных есть сын Алексей, выпускник Санкт-Петербургского государственного политехнического университета по специальности гидротехник, практику проходил на Колыме.
Сын — Алексей Пехтин.
Мастер спорта по стендовой стрельбе. Увлекается охотой.

## Сведения о доходах и собственности
За 2011 год Пехтин задекларировал доход в размере 2150,6 тыс. рублей, супруга — 160,7 тыс. рублей. Согласно декларации, в собственности Пехтина и его супруги находятся 9 земельных участков общей площадью 24,8 тысяч квадратных метров, две квартиры, два жилых дома площадью 180 и 1405 квадратных метров, два нежилых здания, пять легковых автомобилей марок Porsche Cayenne, Toyota Land Cruiser и Mercedes-Benz, а также автоприцепы, гидроцикл и снегоход.

## Обвинения в сокрытии доходов и недвижимости

### Недвижимость в Санкт-Петербурге
30 августа 2012 года депутат Дмитрий Гудков опубликовал в Живом Журнале пост под названием «Золотые крендели „Единой России“-2. Veľký muž», в котором, в частности был упомянут Владимир Пехтин как один из персонажей, привлекших внимание несоответствием между декларируемыми доходами и стоимостью имущества. 31 августа газета Коммерсантъ опубликовала материал о ряде операций с земельной собственностью, целью которых, со слов представителя Пехтина «воссоздать „родовое гнездо“», а по мнению оппозиции — «часть „хорошо прикрытого коммерческого проекта“, который позволит продать землю государству под строительство трассы по повышенной стоимости (около 75 млн руб)». Из сравнения деклараций Владимира Пехтина за 2010 и 2011 годы по словам «Коммерсанта» следует, что в 2011 году он приобрел как минимум три земельных участка в Санкт-Петербурге стоимостью более 25 млн руб., а также зарегистрировал приобретенное в 2009 году нежилое здание на спорном участке при официальном доходе депутата за это время чуть более 2 млн руб. Один из земельных участков в декларации вообще не значится.
3 сентября 2012 года Дмитрий Гудков опубликовал в Живом Журнале отдельный пост со сканами документов и ссылками на источники, посвященный исключительно декларациям о доходах и недвижимости Пехтина. По расчетам Дмитрия Гудкова, Владимир Пехтин за четыре года депутатских полномочий на зарплату чуть более двух миллионов рублей в год приобрел восемь земельных участков общей площадью 11845 квадратных метров кадастровой стоимостью почти 71 миллион рублей. Рыночная стоимость этих участков, находящихся в зоне прокладки магистрали, по оценке Гудкова, в десять раз больше. Причём приобретение этих участков производилось уже тогда, когда было известно о том, что, в соответствии с генеральным планом развития Петербурга, по ним будет проложена магистраль.
В тот же день помощник депутата Ильи Пономарева Данила Линделе опубликовал информацию о незадекларированном имуществе жены Владимира Пехтина — Натальи Викторовны. По словам Линделе, согласно декларации за 2010 год, в собственности у Натальи Пехтиной находится дачный участок площадью 12718 м², однако, по данным Санкт-Петербургского кадастра недвижимости РГИС, видом разрешенного использования этого участка является: «для размещения индивидуального жилого дома», а на участке расположены два индивидуальных жилых дома площадью 1307,9 м² и 176,5 м², а также крытая парковка площадью 199,4 м², принадлежащие Пехтиной. При этом в официальной декларации указано только «нежилое помещение» 199,4 м², а доход Пехтиной за 2011 год — 166 730 рублей.
18 октября 2012 года Комиссия по землепользованию и застройке комитета по градостроительству и архитектуре Петербурга отказала Владимиру Пехтину в просьбе изменить категорию земельного участка с санитарной зоны на «для индивидуального жилищного строительства», а результаты общественных слушаний, на которых местные жители дали добро на возведение «родового гнезда» в зоне трассы М-7, сочли нерепрезентативными.

### Недвижимость в США
12 февраля 2013 года Алексей Навальный на основании данных, полученных из открытых источников (сведения о сделках с недвижимостью находятся в открытом доступе), указал на факты сокрытия Владимиром Пехтиным недвижимости в городе Майами (США) стоимостью 2,5 млн долларов.
Согласно документам, депутат являлся совладельцем квартиры в кондоминиуме Flamingo South Beach и участка земли в штате Флорида. Квартира при покупке в 2007 году стоила 540 тысяч долларов; участок — 120 тысяч. Другая половина недвижимости, если верить опубликованным договорам, принадлежит Алексею Пехтину, сыну депутата. Сын Пехтина владеет также квартирой в жилом комплексе 1500 Ocean Drive, который расположен неподалёку от Flamingo South Beach. До декабря 2012 года половина этой квартиры принадлежала депутату — это следует из опубликованного договора дарения, заключенного между отцом и сыном. Апартаменты в 1500 Ocean Drive Алексей и Владимир Пехтин приобрели в апреле 2012 года за 1,275 млн долларов США.
В декларациях, которые подавал как кандидат в депутаты в 2007 и 2011 годах, и как депутат Госдумы в 2010 и 2011 годах иностранная недвижимость отсутствует. На основе этих фактов оппозиционер подал заявление в Генпрокуратуру и председателю «Единой России» Дмитрию Медведеву.
Сам Пехтин в интервью газете Известия заявил о том, что из недвижимости за рубежом у него «практически ничего нет», позже в интервью РИА Новости он указал на то, что это недвижимость его сына, который при оформлении документов «мог заполнить какие-то графы».
После объяснений Пехтина Алексей Навальный разместил ещё один пост, в котором усомнился в неосведомленности депутата о наличии у него недвижимости, опубликовав сведения о том, что единоросс платит в США налог на недвижимость. Также оппозиционер утверждает, что сын депутата Алексей Пехтин в 2004 и 2006 году работал помощником своего отца в Госдуме.
13 февраля стало известно о том, что Владимир Пехтин после сообщений о имеющейся незадекларированной недвижимости в США сложил с себя полномочия главы Комиссии Госдумы по депутатской этике до завершения проверочных мероприятий.
20 февраля стало известно о том, что Владимир Пехтин сложил с себя полномочия депутата Государственной Думы. Он также заявил о том, что попытается доказать свою невиновность в американском суде, на что по его словам понадобится несколько месяцев.
Единороссы поддержали его решение, но в кулуарах говорили о том, что оно было принято в администрации президента и не всех устраивает, так как сдача мандата фактически стала победой Алексея Навального и оппозиции.
В офисе Фонда борьбы с коррупцией, создателем которого является Навальный, ожидают получение оригиналов документов, которые юристы фонда собирались передать в думскую комиссию по доходам депутатов. Но после добровольного ухода Пехтина из Государственной Думы комитет по проверке доходов депутатов уже не сможет проверить основательность обвинений против него.
Журналисты The Wall Street Journal также обнаружили документы, подтверждающие принадлежность апартаментов в Майами Владимиру и Алексею Пехтиным. Как сообщает газета со ссылкой на риэлтора одной из сделок, за квартиру на Оушен Драйв Владимир Пехтин заплатил наличными.
В 2008 году господин Пехтин был внесён в регистрационные документы квартиры, которую его сын Алексей Пехтин купил в 2007 году за 540 тыс. долларов. В апреле 2012 года, согласно регистрационным данным на недвижимость округа Майами-Дейд, эти два человека также купили апартаменты в доме номер 1500 на Оушен Драйв в Майами-Бич за 1 275 000 долларов.
По словам Коххэнна Йи, который фигурирует в документах в качестве продавца, Пехтины заплатили за недвижимость на Оушен Драйв наличными путём электронного перевода весной 2012 года. В интервью господин Йи, проживающий в штате Нью-Джерси, подтвердил, что сделка осуществлялась через его поверенного, а сам он был знаком с покупателями заочно.
14 марта 2013 года Пехтин оформляет дарственную на свою долю во всех трёх принадлежащих ему объектах недвижимости во Флориде, наличие которой он ранее не признавал, на своего сына.
Неологизм «пехтинг» в значении «кампания по разоблачению Пехтина и других депутатов, владеющих зарубежной недвижимостью», а также образованный от него глагол «пехтить» стали популярными интернет-мемами. Депутату Пехтину и всем безвременно ушедшим из Государственной думы посвятила своё выступление в 1/8 финала в 2013 году команда КВН МГИМО «Парапапарам».
В конце апреля 2013 года Владимир Пехтин выступил в малом зале Госдумы перед однопартийцами из фракции «Единой России». В своем выступлении Пехтин заявил, что располагает рядом документов, из которых следует, что никакой собственности в США у экс-депутата нет. Присутствовавший на встрече специалист по международному праву Александр Минаков объяснил, что имя Пехтина попало в реестр на основании договора, который оформлял его сын и который, согласно американскому праву, является ничтожным, то есть не имеет юридической силы. По версии Владимира Пехтина, он не давал официального согласия на владение собственностью своего сына и был включен в реестр без собственного ведома. Пехтин пообещал опубликовать имеющиеся документы, когда его дело против Навального о клевете и защите чести и достоинства дойдёт до суда.

## Награды и звания
Заслуженный строитель Российской Федерации (21 июня 1995), заслуженный работник РАО «ЕЭС России», почётный энергетик РФ, профессор Санкт-Петербургского государственного политехнического университета.
Имеет два авторских свидетельства на изобретения и две медали ВДНХ СССР, автор научно-технических статей в журнале «Гидротехническое строительство» и двух монографий (в соавторстве): «Колымская ГЭС: опыт строительства и эксплуатации» (1999) и «На порогах Колымы» (2003).
- Орден «За заслуги перед Отечеством» III степени,
- Орден «За заслуги перед Отечеством» IV степени (9 января 2010)[37],
- Орден Почёта,
- Орден Дружбы (20 декабря 2000) — за большой вклад в укрепление дружбы и сотрудничества между народами и активную законотворческую деятельность[38],
- Медаль «В память 850-летия Москвы»,
- Медаль «В память 300-летия Санкт-Петербурга»,
- Юбилейная медаль «300 лет Российскому флоту»,
- Медаль «В память 1000-летия Казани»,
- Медаль «Участнику чрезвычайных гуманитарных операций»,
- Медаль «За укрепление боевого содружества» (Минобороны),
- Медаль Столыпина П. А. II степени (4 февраля 2011),
- Медаль «75 лет Госрезерву»,
- Знак отличия «За службу на Кавказе»,
- Знак «За содействие МВД России»,
- Орден «Содружество» (17 ноября 2005, Межпарламентская ассамблея СНГ) — за активное участие в деятельности Межпарламентской Ассамблеи и её органов, вклад в укрепление дружбы между народами государств — участников Содружества[39],
- Благодарность Президента Российской Федерации (7 февраля 2002 года) — за плодотворную законотворческую деятельность и активное участие в разработке проекта федерального бюджета на 2002 год[40].
- Благодарность Президента Российской Федерации (26 апреля 2007 года) — за большой вклад в подготовку Федерального закона «О федеральном бюджете на 2007 год»[41].
- Благодарность Президента Российской Федерации (21 апреля 2008 года) — за большой вклад в подготовку Федерального закона «О федеральном бюджете на 2008 год и на плановый период 2009 и 2010 годов»[42].
- Почётная грамота правительства Российской Федерации (22 июля 2009 года) — за заслуги в законотворческой деятельности и многолетнюю добросовестную работу[43].

Имеет благодарности президента России, почётную грамоту Совета Федерации, благодарности председателя Государственной думы и благодарности директора ФСБ. В 2004 году получил от Минюста наградной пистолет.

## Научные работы (1997—1999)
- Пехтин В. А. О проектах контрольно-измерительной аппаратуры в гидротехнических сооружениях. Гидротехническое строительство. 1997, № 2, с. 52.
- Пехтин В. А. Об устройстве обогреваемых дренажей в плотинах из местных материалов в Северной строительно-климатической зоне // Гидротехническое строительство. 1997, № 3, с. 43.
- Пехтин В. А. Совершенствование конструкций каменно-земляных плотин на основе опыта производства работ (для районов Крайнего Севера). Автореферат диссертации на соискание ученой степени кандидата технических наук. С.-Петербург. СПбГТУ, 1997.
- Пехтин В. А., Серов A.A. Об устройстве потерн в теле грунтовых плотин // Гидротехническое строительство. 1997, № 2, с. 36—39.
- Пехтин В. А., Серов A.A., Суслопаров В. А. О конструкциях гребней каменно-земляных плотин в Северной строительно-климатической зоне. Гидротехническое строительство. 1998, № 3, с. 36.
- Пехтин В. А., Серов A.A., Васильев И. М. Совершенствование конструкций и технологии строительства каменно-земляных плотин, возводимых в условиях Крайнего Севера. Гидротехническое строительство. 1999, № 2, с. 18—23.
- Пехтин В. А. Перспективы развития общероссийского рынка электрической энергии (мощности) // В сб. «Структурная реформа в электроэнергетике в сфере естественных монополий». Материалы Совещания комиссии по энергетике Совета Федерации России от 11.03.1998.
- Пехтин В. А. Инвестиционная и инновационная политика государства в области реконструкции и развития гидроэнергетики.// В сб. «Структурная реформа в электроэнергетике». Материалы заседания комиссии по энергетике Совета Федерации России от 21.04.1998.
- Пехтин В. А. Финансовое состояние предприятий гидроэнергетики России // В сб. «Проблемы банкротства предприятий энергетического комплекса России». Материалы заседания комиссии по энергетике Совета Федерации России от 15.10.1998.
- Пехтин В. А. О совместных действиях по обеспечению графика нагрузок и заданий по выработке электроэнергии предприятиями Минтопэнерго и Минатома России // Материалы заседания комиссии по энергетике Совета Федерации России от 12.11.1998.
- Пехтин В. А. Проблемы энергоснабжения Магаданской области // Материалы заседания РАО «ЕС России» от 17.09.1998.
- Пехтин В. А. Экономическая целесообразность и эффективность ввода в эксплуатацию Усть-Среднеканской ГЭС. // Материалы Регионального совещания РАО «ЕС России» в октябре 1998 г.
- Пехтин В. А. Усть-Среднеканской ГЭС в экономике Магаданской области. // Материалы Совещания Правительства РФ от 17.11.1998 (протокол ВГ-П7-14пр).
- Пехтин В. А. О возможности и целесообразности электроотопления на Колыме. Гидротехническое строительство. 1999, № 7, с. 2—5.
- Пехтин В. А., Фрумкин В. Н. Бестопливная энергетика Магаданской области надежная основа развития региона. Гидротехническое строительство. 1999, № 7, с. 6—10.
- Пехтин В. А., Серов A. A. Размывы русла в нижнем бьефе Колымской ГЭС и их влияние на энергетические показатели электростанций. Гидротехническое строительство. 1999, № 7, с. 11—13.
- Серов A.A., Пехтин В. А. Колымская ГЭС. Опыт строительства и эксплуатации. Л.: Энергия, 1999.